# Sobhuza Ier
Sobhuza Ier (connu aussi sur les noms de Ngwane IV et Somhlolo) (vers 1780 - 1836) fut roi d’Eswatini (Swaziland), de 1815 à 1836. Son père était Ndvungunye  (nommé aussi Zikodze) et sa mère était Somnjalose Simelane. Il fut appelé Somhlolo, « le prodige » , après que son père a été foudroyé par un éclair. Lorsque Sobhuza devint roi, Lojiba Simelane fut la reine mère car sa mère biologique, Somnjalose, était une inhlanti, une seconde épouse.
Il installa d'abord son kraal royal à Zombodze, dans la région de Shiselweni, puis le déplaça vers le nord, au centre du pays.

## Biographie
Considéré comme un grand roi, il est révéré par les Swazi qui célèbrent chaque 6 septembre leur indépendance sous le nom de « jour de Somhlolo » ; le stade national porte le nom de « stade de Somhlolo ».
Après sa mort, Mswati II, son fils, lui succède après une courte régence assurée par Lojiba Simelane ; sa mère, Tsandzile Ndwandwe, épouse du roi défunt, devient reine-mère. 
Au moment de son décès, le royaume de Sobhuza couvrait une zone allant de Barberton au nord à Carolina à l'ouest, et de la Pongola au sud aux monts Lebombo à l'est.

## Contexte
La mère de Sobhuza, Somnjalose, était la sœur cadette de Lojiba Simelane et la co-épouse, aux côtés de sa sœur qui était l'épouse principale, de Ndvungunye. Lojiba n'avait pas d'enfant mâle. Sobhuza, fils de la co-épouse, était l'héritier royal selon les règles de succession en vigueur. En revanche, la titulature de reine-mère, Ndlovukati,  était accordée à l'épouse principale du roi défunt, même si elle n'était pas mère biologique du successeur.

## Règne
Le règne de Sobhuza est crucial dans l'histoire du Swaziland. Lorsqu'il commence son règne, le territoire du royaume KaNgwane s'étend le long de la Pongola, sa limite nord englobant le sud du Swaziland actuel. KaNgwane est gouverné par les rois du clan Dlamini, qui avaient précédemment dirigé une région située à l'est, dans les monts Lebombo. Ce n'est que sous le règne du grand-père de Sobhuza, Ngwane III (ca. 1750), que les rois Dlamini conquièrent et fondent le pays dont Sobhuza hérite, incorporant plus d'une douzaine de petits états dirigées par des seigneurs d'autres clans. Au début du règne de Sobhuza, le royaume est exposé à des risques de conquête par les puissantes entités ndwandwe et zoulou, dans les années 1810 et 1820. Sobhuza déplace la capitale royale vers le nord, dans ce qui est le centre du Swaziland actuel, à Zombodze, et nombre de ses partisans s'y réinstallent. Les anciens centres royaux de Shiselweni deviennent des avant-postes au sud.
Après le déplacement du centre politique vers le nord, Sobhuza entreprend de conquérir plusieurs seigneuries locales. KaNgwane
devient un royaume comparable en influence à celui des Zoulous et des Pedi. Sobhuza épouse Tsandzile Ndwandwe, la fille de Zwide, dirigeant des Ndwandwe, installés au sud de la Pongola. Les clans swazi, à l'époque de Sobhuza Ier, sont constamment en conflit avec les Ndwandwe et Sobhuza propose alors d'épouser une des filles de Zwide pour instaurer la paix avec ses voisins. Il a trois femmes, la première d'entre elles, Tsandzile, donnant naissance à Mswati II  (qui succédera à son père) et à Mzamose Dlamini.

## Postérité
Sobhuza meurt en 1836 et est enterré au cimetière royal à Mbilaneni. Son fils, Mswati II, hérite d'un pays qui s'étend de Barberton à Carolina et de la Pongola aux monts Lebombo, sur un territoire plus grand que l'actuel Swaziland. Les clans conquis et coalisés par Sobhuza sont appelés Emakhandzambili.